# Eucalathis floridensis
Eucalathis floridensis är en armfotingsart som beskrevs av Cooper 1977. Eucalathis floridensis ingår i släktet Eucalathis och familjen Chlidonophoridae. Inga underarter finns listade i Catalogue of Life.